# Федеральное агентство по управлению в чрезвычайных ситуациях
Федеральное агентство по управлению в чрезвычайных ситуациях (англ. The Federal Emergency Management Agency, сокращенно FEMA) — подразделение Министерства внутренней безопасности США, занимающееся координацией действий по ликвидации последствий катастроф, с которыми не способны справиться местные власти.
В FEMA насчитывается около 22,991 работников (сентябрь 2023), бюджет подразделения 29,5 млрд долларов США (2023).
Губернатор штата, в котором произошла катастрофа, должен объявить в штате чрезвычайное положение и послать запрос президенту США для того, чтобы вмешались FEMA и федеральное правительство. Единственным исключением из этой процедуры является случай, когда катастрофа происходит на федеральной территории или федеральной собственности; известными примерами таким исключений являются теракт в Оклахома-Сити в 1995 году и катастрофа шаттла «Колумбия» в 2003 году.

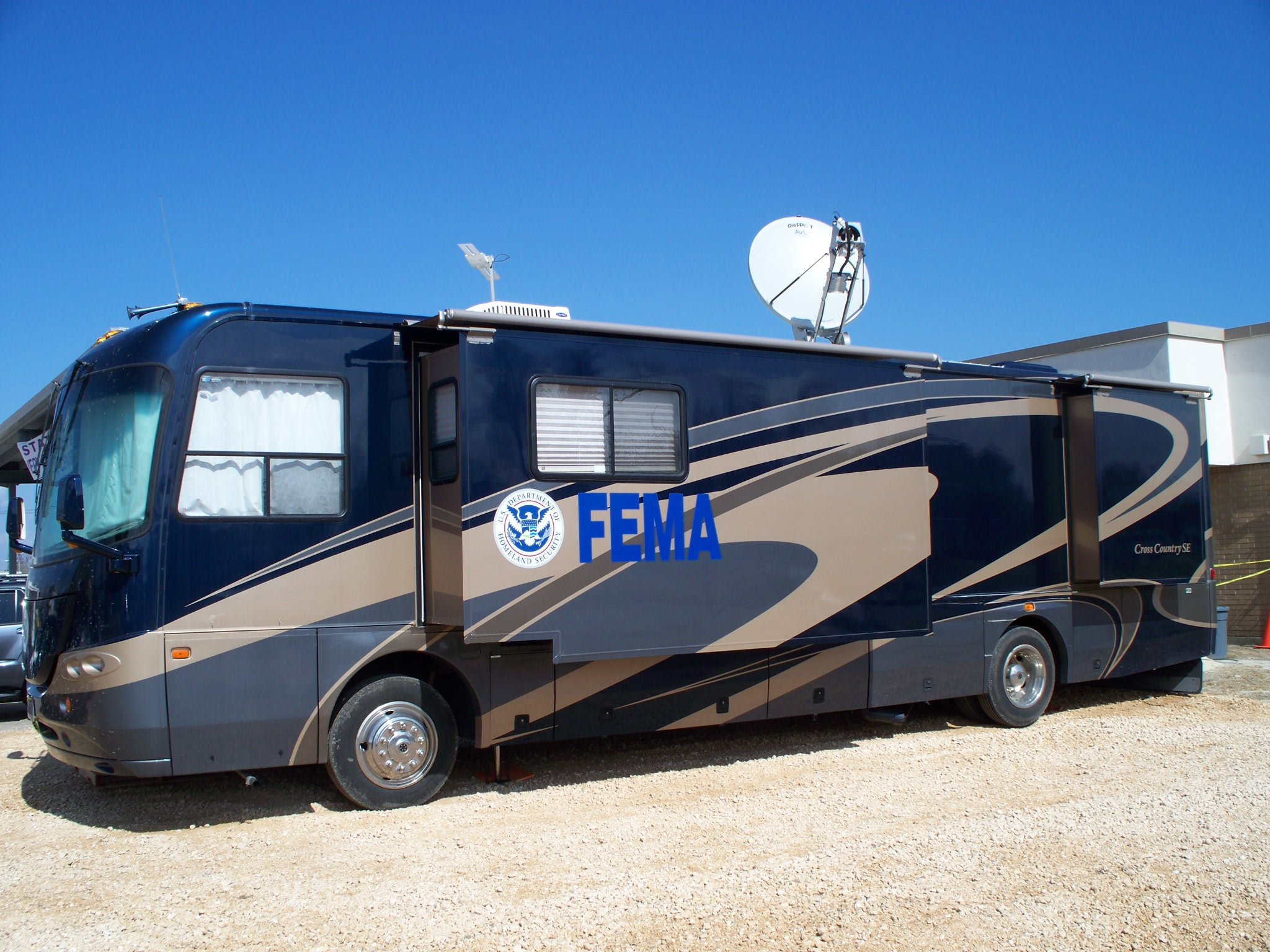
Мобильный пункт связи FEMA обеспечивает связь после урагана

В штаб-квартире FEMA располагается Национальный операционный центр, который начинает работу в случае чрезвычайной ситуации национального масштаба. Он координирует деятельность различных структур и ведомств на местах в соответствии с Национальной системой управления инцидентами.
FEMA занимается также прогнозированием возможных чрезвычайных ситуаций (наводнения, ураганы, тропические штормы, прорывы дамб, землетрясения) и оценкой тяжести их возможных последствий и осуществляет Национальную программу страхования от наводнений (контролирует застройку в затопляемых зонах, оказывает страховую помощь тем, кто в таких зонах проживает, отвечает за реконструкцию построек и организацию убежищ в случае наводнений и стихийных бедствий). 
Одно из подразделений FEMA, Пожарная администрация США, занимается сбором статистики по пожарам и пропагандой противопожарных мер среди населения.
В апреле 2023 года против FEMA подан иск за отсутствие возобновляемых источников энергии при реконструкции электрической сети Пуэрто-Рико.